# زيكي جونز
زيكي جونز (بالإنجليزية: Zeke Jones) هو مصارع رياضي أمريكي، ولد في 2 ديسمبر 1966 في يبسيلانتي في الولايات المتحدة.

## وصلات خارجية
- زيكي جونز على موقع قاعدة بيانات المصارعة الدولية (الإنجليزية)
- زيكي جونز على موقع أوليمبيديا (الإنجليزية)